# Sol Tolchinsky
Sol Tolchinsky, né le 2 janvier 1929, à Montréal, au Canada, et mort le 1er décembre 2020, est un ancien joueur  de basket-ball canadien.